# Скороховатий
Скороховатий — струмок в Україні у Тячівському районі Закарпатської області. Права притока річки Мокрянки (басейн Дунаю).

## Опис
Довжина струмка приблизно 3,32 км, найкоротша відстань між витоком і гирлом — 3,17  км, коефіцієнт звивистості річки — 1,05 . Формується багатьма струмками.

## Розташування
Бере початок на північно-східних схилах гори Климова (1492,1 м) хребта Красна. Тече переважно на північний схід і впадає у річку Мокрянку, праву притоку річки Тересви.

## Цікаві факти
- Біля гирла струмок перетинає автошлях Т 0728[2].